# T65 (автомат)
Тип 65 (T65, 聯勤) — тайваньский автомат, разработанный на основе американского автомата M16 для замены винтовок M14 на вооружении армии Китайской Республики.

## Конструкция
Основные отличия от М-16: газоотводная система с коротким ходом поршня (вместо непосредственного воздействия пороховых газов на затворную раму у M16) и отсутствие ручки для переноски.

## Варианты

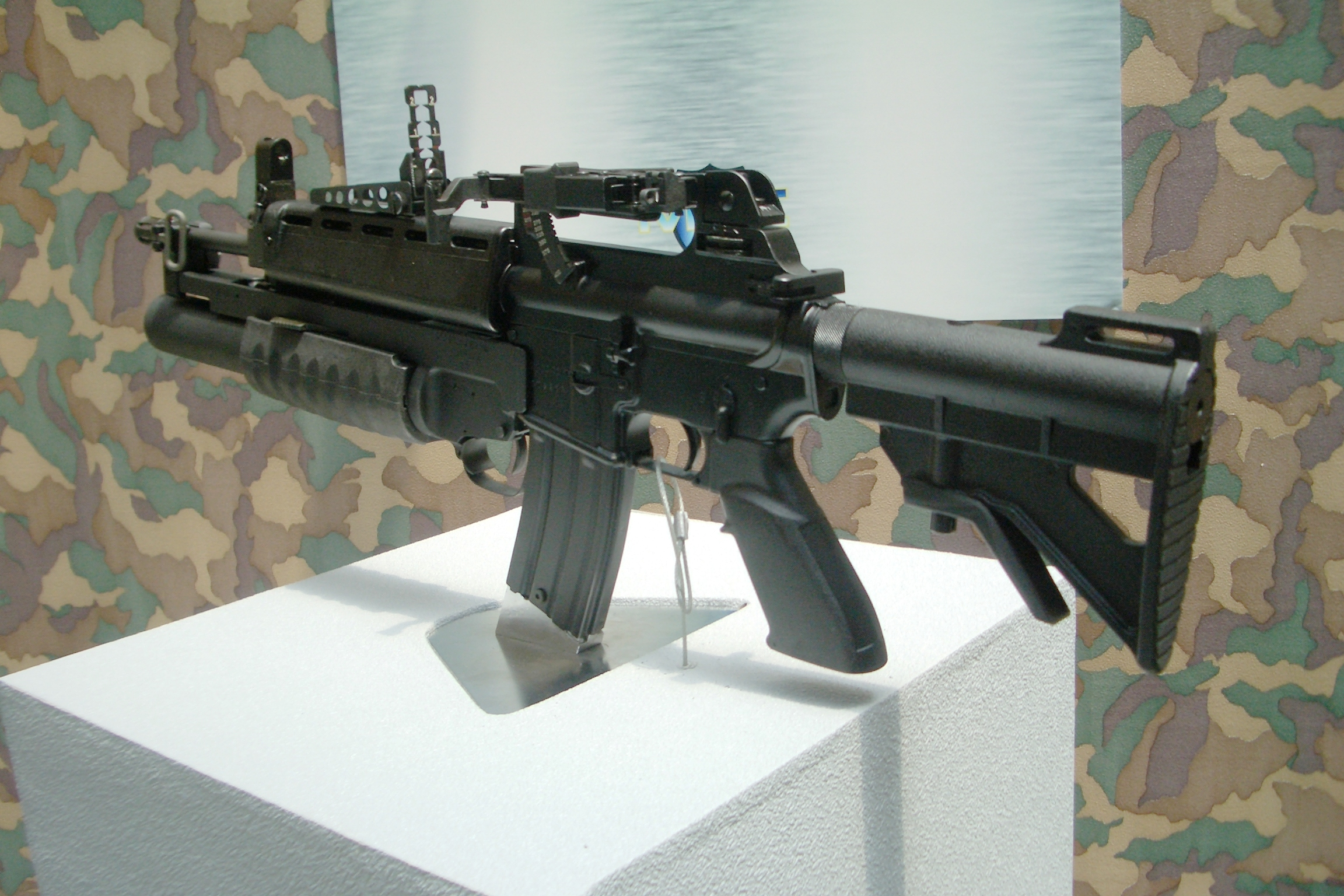
Type 86 с подствольным гранатомётом T85

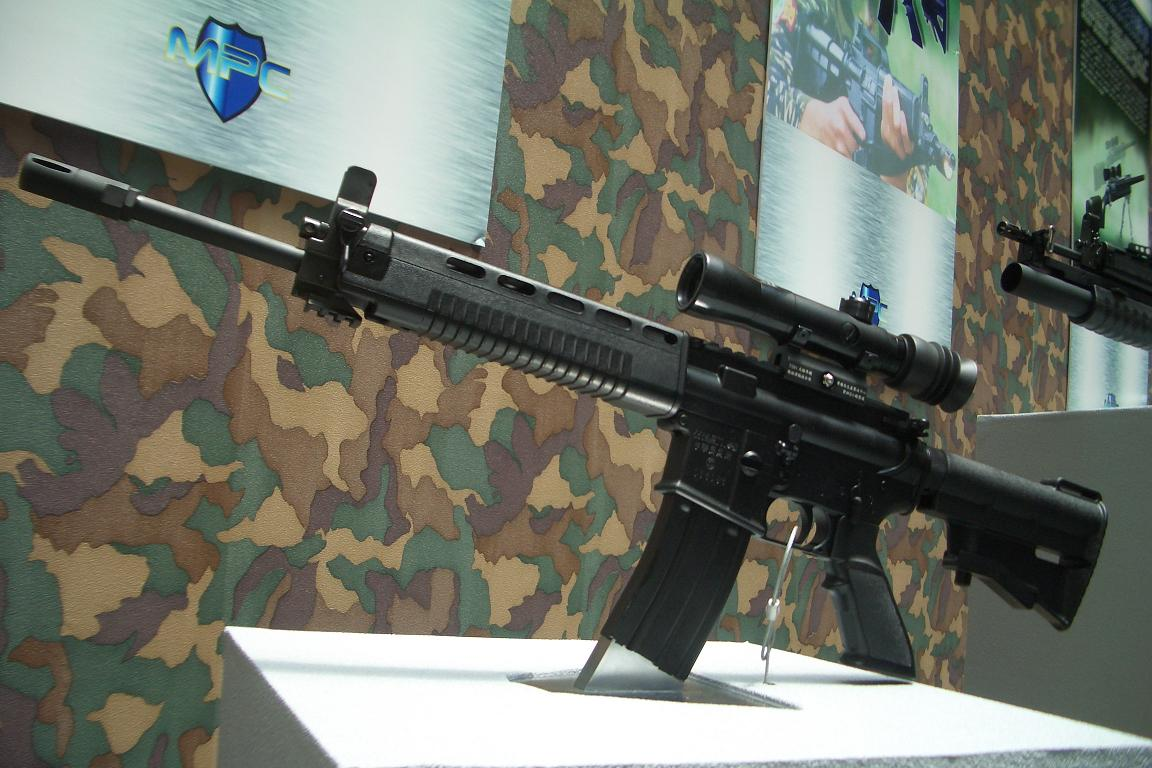
Type 91 с оптическим прицелом

- Т65K1 — модернизированный вариант, созданный с использованием более совершенных материалов и оснащённый цевьём изменённой формы.
- T65K2 — вторая модернизация автомата. В отличие от предшественников использует патрон SS109 вместо M193, имеется ручка для переноски и дополнительный режим стрельбы очередями с отсечкой по 3 выстрела.
- T65K2C — укороченный вариант с телескопическим прикладом, предназначенный для специальных подразделений.
- T65K3 — карабин с укороченным стволом и изменённым цевьём.
- T86 — автомат, разработанный на основе T65K3. Получил цевьё изменённой формы, позволяющее использовать 40-мм подствольный гранатомёт T85, а также телескопический приклад.
- T91 — модернизированный вариант 2002 года[1]. Основные отличия: планка Пикатинни на верхней части ствольной коробки и возможность использования штык-ножа вместе с подствольным гранатомётом (штык крепится над стволом). Выпускается на 205-м арсенале в городе Гаосюн[2]
- Wolf A1 AR15 Upper - ствол со ствольной коробкой и газоотводным механизмом от автомата T91 производства 205-го арсенала для установки на коммерческие варианты винтовок AR-15, разработан на экспорт для компании "Wolf Performance Arms" (США)[1]. Впервые представлен в 2016 году[3]

## Страны-эксплуатанты
- Китайская Республика[1]
- Гондурас — на вооружении полиции[4]
- Коста-Рика — партия Т-65 получена в 1980-е годы, поступила на вооружение подразделений гражданской гвардии.
- Панама — находились на вооружении вооружённых сил Панамы до декабря 1989 года, когда в ходе вторжения США в Панаму все панамские вооружённые формирования были разоружены и расформированы[5].
- Сальвадор — закуплены для армии, но в феврале-марте 2010 года 700 шт. Т-65 были переданы на вооружение полиции[6][4].
- Гаити — некоторое количество используется национальной полицией Гаити.